# Miles Gordon Technology
Miles Gordon Technology, conocida como MGT, fue una pequeña compañía británica, inicialmente especializada en ampliaciones de alta calidad para el ordenador doméstico Sinclair ZX Spectrum. Tomó el nombre de sus fundadores, Alan Miles (que se encargó principalmente de la parte cormercial) y Bruce Gordon (que había participado en el desarrollo de la ZX Interface 1 y lo hizo del hard) y fue fundada en  Cambridge, Inglaterra en junio de 1986, por estos dos exempleados de Sinclair Research tras la venta de Sinclair a Amstrad. En mayo se trasladaron a Swansea, Gales, pasando a ser una sociedad limitada en julio de 1989 y entrando en quiebra en junio de 1990.
Sus productos fueron distribuidos inicialmente en Inglaterra por Rockford Products, una compañía de importación que financió el desarrollo. De hecho, Alan y Bruce tenían su laboratorio y su despacho en la oficinas de Rockford. 
En España fue la consultora Tecnex la que distribuyó sus interfaces. Datel les compró los derechos del Plus D, y siguió fabricándolo después de la desaparición de la compañía.

## DISCiPLE y +D
Cuando el Spectrum se hizo muy popular, la carencia de un sistema de almacenamiento masivo se convirtió en un problema para los usuarios avanzados y aunque la solución de Sinclair, la ZX Interface 1 y el Microdrive, era muy barata y tecnológicamente innovador, era también muy limitada. Muchas compañías desarrollaron interfaces para conectar unidades de disquete al Spectrum; algunas de las que alcanzaron más éxito fue la OPUS Discovery y el Beta Disk, ambos lanzados en 1985, no obstante todos ellos eran incompatibles en cierto grado con el sistema de Sinclair.
MGT actuó de forma diferente. Produjo dos interfaces controladoras de disquete para el Spectrum, primero el DISCiPLE y luego el +D (una versión recortada y más barata). Ambos, sin embargo, compartieron ciertas características:
- Un puerto Shugart-compatible para conectar una o dos unidades de disquete (el estándar de facto creado por Shugart Associates)
- una interfaz de impresora de puerto paralelo
- un "botón mágico"

Este último generaba una NMI (Non-Maskable interrupt o interrupción no enmascarable), deteniendo cualquier software en ejecución en el Spectrum y permitiendo que se salvara la memoria completa a disco, o se entregara la ejecución a un programa residente en la RAM de las interfaces (como desensambladores o buscadores de POKEs). Esto simplificó enormemente el almacenar programas basados en cinta en disquete, obtener capturas de pantallas e introducir POKEs. Un puerto de expansión trasero idéntico al del Spectrum permitía el conectar otros periféricos en cadena, aunque la complejidad del DISCiPLE causó que muchas no funcionaran correctamente.
Sin embargo, la verdadera innovación estaba en la ROM. Como muchos otros competidores, era compatible con la ROM extendida del Interface I de Sinclair utilizando las mismas sentencias BASIC que las empleadas para operan con los Microdrives o la ZX Printer para acceder a las unidades de disco a la impresora paralelo. Además de ser compatibles a nivel BASIC, imitaban también los puntos de entrada en código máquina del Interface 1 - los llamados "hook codes". Esto quería decir que cualquier soft diseñado específicamente para los Microdrives podía usar unidades de disco conectadas a las interfaces de MGT en su lugar, sin tener que modificar nada. Las unidades de disco aparecían como Microdrives gigantescos y muy rápidos.
La sintaxis de órdenes de Microdrive de Sinclair era tan compleja que un argumento de venta de muchas interfaces de disco era que sus comandos eran más simples. Mientras que el cargar de una cinta sólo requería un simple :
```
LOAD "progname"
```

el equivalente para un Microdrive era:
```
LOAD *"m";1;"progname"
```

Dada la complejidad de introducir signos de puntuación en el minúsculo teclado del Spectrum, además de incómodo, MGT optó por reducir el comando a:
```
LOAD d1"progname"
```

## Universal Drive
Más adelante, MGT produjo la serie Lifetime Drive (posteriormente llamada Universal Drive para evitar problemas relativos a la duración de la garantía). El disco se anunció como compatible con la mayoría de sistemas existentes en el mercado y se componía de cuatro modelos (3,5" y 5,25", con y sin sus propias fuentes de alimentación). La compatibilidad con varias máquinas se conseguía usando un interruptor DIP y cables específicos para cada ordenador.

## El SAM Coupé
MGT comenzó pronto a trabajar en el ordenador doméstico Spectrum Advanced Machine, más conocido como SAM o SAM Coupé. Los beneficios de los otros productos financiaron el desarrollo del SAM. La máquina fue lanzada en 1989. Por desgracia, aunque técnicamente avanzada, llegó tarde al mercado (más orientado a los 16 bits y al mundo PC) como para establecer una base suficiente de usuarios, y causó la desaparición de la compañía.